# Abbaye Saints-Pierre-et-Paul de Paderborn
L'abbaye Saints-Pierre-et-Paul (ou Abdinghofkirche) est une ancienne abbaye bénédictine fondée en 1015 et sécularisée le 25 mars 1803, située en Allemagne à Paderborn. Cinquante-et-un abbés s'y sont succédé. Son rayonnement social et culturel était important, puisqu'elle possédait une vaste bibliothèque, une école, un hospice, un atelier d'enluminure et de reliure et de nombreux trésors artistiques. Elle a fondé plusieurs abbayes filles dans la région de la Weser, jusqu'en Basse-Rhénanie et dans les pays flamands.

## Historique

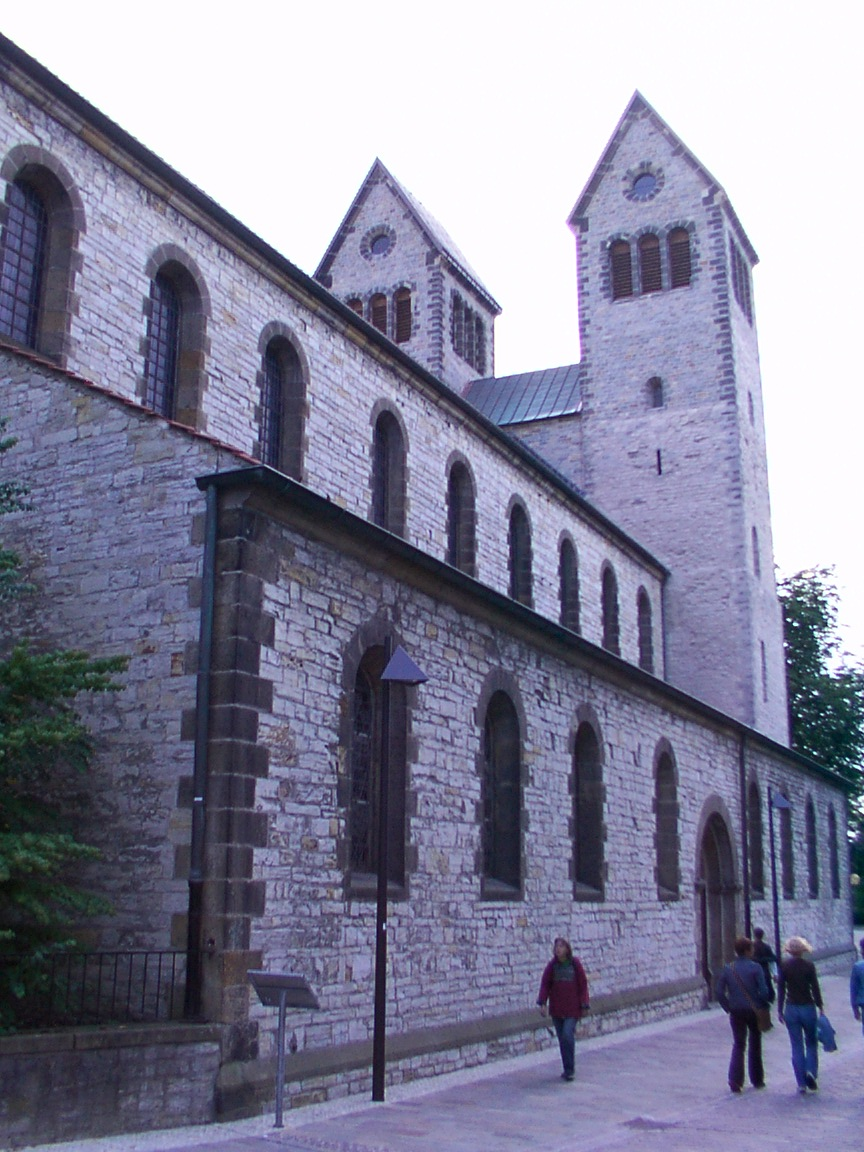
Vue du côté nord-est de l'église

L'empereur Henri II installe son ami Meinwerk comme deuxième évêque de Paderborn en 1009. Il reconstruit la cathédrale qui avait brûlé au début du siècle et bénit la première pierre de l'abbaye en l'an 1015. La crypte, dédiée à saint Étienne, est consacrée par Meinwerk en 1023 et l'église en 1031. L'église et la cathédrale sont de nouveau détruite par l'incendie de la ville qui a lieu en 1058. La nouvelle abbaye est consacrée en 1078. L'évangéliaire de l'abbaye, dit Evangéliaire d'Abdinghofkiche (autre nom de l'abbatiale), datant de l'an 1060, se trouve aujourd'hui au Kupferstichkabinett de Berlin.
Le bâtiments abbatiaux sont reconstruits après le nouvel incendie de 1165, tandis qu'une nouvelle chapelle des abbés est bâtie. La dépouille de Meinwerk est placée dans le chœur en 1376.
En 1577, le diocèse de Paderborn passe pour quelques années au protestantisme, reconnaissant la Confession d'Augsbourg et devient une principauté ecclésiale luthérienne. Cependant un certain nombre de chanoines de la cathédrale résistent à la nouvelle religion et, se réunissant autour de Dietrich von Fürstenberg, se déclarent attachés à l'Église catholique romaine. Ils élisent Dietrich von Fürstenberg comme nouveau prince-évêque en 1585.
L'abbaye est sévèrement endommagée pendant la Guerre de Trente Ans.
La principauté est abolie en 1803 par les textes napoléoniens et l'abbaye est sécularisée le jour de l'Annonciation, mettant fin à huit siècles d'histoire. Elle est transformée en caserne prussienne qui est occupée par les troupes de la Grande Armée en 1806. Elle est à nouveau une caserne prussienne à partir de 1816, jusqu'en 1939, abritant notamment l'état-major du 15e régiment de cavalerie et son escadron de formation pour les jeunes officiers.
L'ancienne abbatiale devient en 1866 la première église luthérienne de la ville - catholique - de Paderborn. Elle est restaurée et consacrée au culte luthérien en 1871. La dépouille de Meinwerk est transférée à la cathédrale de Paderborn en 1936.
L'ensemble abbatial est plusieurs fois bombardé par l'aviation anglo-américaine entre le 22 et le 27 mars 1945. Les gravats mettent plusieurs années à être déblayés. Ce qui reste des bâtiments abbatiaux, jusqu'au réfectoire, est finalement détruit en 1952, ainsi qu'une partie du cloître et l'intérieur de l'église. Celle-ci est restaurée, grâce aux fonds des catholiques et des protestants de Paderborn. Elle est consacrée en 1951 et la crypte le jour de Noël 1957. Le nouvel orgue date de 1961. Un musée municipal moderne est construit à la place des anciens bâtiments abbatiaux. 
L'ancienne église abbatiale est aujourd'hui une église paroissiale luthérienne-évangélique.